# نسکانست (نیویورک)
نسکانست (به انگلیسی: Nesconset) یک منطقهٔ مسکونی در ایالات متحده آمریکا است که در شهرستان سافک، نیویورک واقع شده‌است. نسکانست ۹٫۹ کیلومتر مربع مساحت و ۱۳٬۳۸۷ نفر جمعیت دارد و ۳۶ متر بالاتر از سطح دریا واقع شده‌است.